# Sequência
Em matemática, uma sequência ou sucessão é uma função cujo domínio é um conjunto contável totalmente ordenado. Define-se o tamanho de uma sequência pelo número de elementos que esta possui, podendo existir sequências infinitas ou finitas.
A sequência também é caracterizada pelo comportamento de seus termos, podendo ser crescente, decrescente, não crescente ou não decrescente. As sequências também podem ser recorrentes, sendo cada termo definido por uma relação que envolve um ou mais termos anteriores. Exemplos conhecidos de sequência são as progressões aritméticas, progressões geométricas e a sequência de Fibonacci, sendo esta última uma sequência recorrente. A análise real inclui o estudo dos limites de sequências de números reais.

## Definição e notação
Uma sequência é um conjunto de números dispostos em uma ordem, onde cada número é chamado de termo. O termo é escrito da forma {\displaystyle a_{n}}, sendo {\displaystyle n} a posição ou ordem do termo. Essa ordem é definida segundo a lei de formação da sequência.
Em análise matemática, diz-se uma sequência como uma função {\displaystyle f:A\subseteq \mathbb {N} \to B}, definida sobre um subconjunto {\displaystyle A} dos números naturais que toma elementos no conjunto {\displaystyle B}.
Para sequências, denota-se usualmente o valor de {\displaystyle f} em {\displaystyle n} por {\displaystyle f_{n},} em vez de {\displaystyle f(n).} Este termo {\displaystyle f_{n}} é dito ser o {\displaystyle n}-ésimo termo da sequência. A notação {\displaystyle (f_{n})_{n\in A}} é usada para denotar a sequência {\displaystyle f}, cujos índices são tomados no conjunto {\displaystyle A}. Quando o conjunto dos índices {\displaystyle A} está subentendido, normalmente escrevemos {\displaystyle (f_{n})_{n}} ou, simplesmente, {\displaystyle (f_{n})}. Por extenso, escrevemos {\displaystyle (f_{n})_{n}=(f_{1},f_{2},f_{3},\ldots )}. Observamos, ainda, que as notações {\displaystyle \ \{f_{n}\}_{n=1}^{\infty }} e {\displaystyle \{f_{n}\}} também são encontradas, embora estas se confundem com a notação usual para conjuntos.

## Sequências infinitas
Uma sequência numérica infinita é uma função {\displaystyle f:\mathbb {N} \to B}, cujo domínio é o conjunto dos número naturais. Com menos formalidade, uma sequência infinita é uma sequência em que todo termo possui um sucessor. Alguns exemplos são:
- a sequência de números pares (2, 4, 6,...);
- a sequência de números primos (2, 3, 5, 7,...);
- a sequência de aproximações por falta para {\displaystyle \pi } (3; 3,1; 3,14; 3,141; 3,1416,...);
- a sequência constante (1, 1, 1, 1, 1,...).

## Sequências bi-infinitas
No estudo de dinâmica simbólica, é usado o conceito de uma sequência bi-infinita: uma sequência que é indexada não por {\displaystyle \mathbb {N} }, mas por {\displaystyle \mathbb {Z} }. Assim, usa-se a notação {\displaystyle (x_{k})_{k\in \mathbb {Z} }}para se referir a sequência {\displaystyle (\ldots ,x_{-2},x_{-1},x_{0},x_{1},x_{2},\ldots )}. Também usa-se a notação mais compacta {\displaystyle \ldots x_{-2}x_{-1}.x_{0}x_{1}x_{2}\ldots } com um ponto separando a parte com índices negativos da parte com índices naturais.

## Sequência limitada
Uma sequência é chamada limitada quando existem números reais {\displaystyle A} e {\displaystyle B} onde todos os termos de {\displaystyle x_{n}} possuem valores entre esses dois números, ou seja, {\displaystyle A\leq x_{n}\leq B} para todo {\displaystyle n}. Quando os valores {\displaystyle A} e {\displaystyle B} são simétricos ({\displaystyle A=-C} e {\displaystyle B=C}), ou seja, {\displaystyle -C\leq x_{n}\leq C}, o intervalo {\displaystyle x_{n}} é chamado de simétrico. Uma sequência é limitada superiormente (ou limitada à direita) quando se tem um número real {\displaystyle B} tal que {\displaystyle x_{n}\leq B}, de modo que todos os termos pertencem ao intervalo {\displaystyle (-\infty ,B]}. Da mesma forma, {\displaystyle x_{n}} é limitada inferiormente (ou limitada à esquerda) quando se tem um número real {\displaystyle A} tal que {\displaystyle A\leq x_{n}}, de modo que todos os termos pertencem ao intervalo {\displaystyle [A,+\infty )}. Se a sequência não é limitada, diz-se que ela é ilimitada.

## Sequência de números reais
Em análise matemática, uma sequência de números reais é uma função real cujo domínio é o conjunto dos números naturais. Isto é, uma sequência de números reais {\displaystyle (a_{n})_{n}} é uma função {\displaystyle a:\mathbb {N} \to \mathbb {R} }. O estudo destas sequências traz resultados importantes para o estudo de funções reais. São exemplos de sequências reais:
- {\displaystyle \left({\frac {1}{n}}\right)_{n}=\left(1,~{\frac {1}{2}},~{\frac {1}{3}},~\ldots ,~{\frac {1}{n}},~\ldots \right)};
- {\displaystyle (2n-4)_{n}=(-2,~0,~2,~\ldots ,~2n-4,~\ldots )};
- {\displaystyle (1,~-1,~1,~\ldots ,~(-1)^{n+1},~\ldots )};

### Limite de uma Sequência
Uma sequência pode ser definida como convergente ou divergente. Quando se afirma que uma sequência é convergente, significa que ela possui um limite, ou seja, existe um número real {\displaystyle L} que, na medida em que o índice {\displaystyle n} cresce, os termos de {\displaystyle x_{n}} vão se tornando mais próximos desse número real {\displaystyle L}. Quando não há limite finito, diz-se que a sequência diverge.
- Sequências monótonas

As sequências monótonas são todas as sequências crescentes, não-decrescentes, decrescentes e não-crescentes:
- Sequência crescente: quando {\displaystyle x_{n}<x_{n+1}}, ou seja, {\displaystyle x_{1}<x_{2}<x_{3}<...<x_{n}<x_{n+1}<...}, para todo {\displaystyle n};
- Sequência não-decrescente: quando {\displaystyle x_{n}\leq x_{n+1}}, ou seja, {\displaystyle x_{1}\leq x_{2}\leq x_{3}\leq ...\leq x_{n}\leq x_{n+1}\leq ...}, para todo {\displaystyle n};
- Sequência decrescente: quando {\displaystyle x_{n}>x_{n+1}}, ou seja, {\displaystyle x_{1}>x_{2}>x_{3}>...>x_{n}>x_{n+1}>...}, para todo {\displaystyle n};
- Sequência não-crescente: quando {\displaystyle x_{n}\geq x_{n+1}}, ou seja, {\displaystyle x_{1}\geq x_{2}\geq x_{3}\geq ...\geq x_{n}\geq x_{n+1}\geq ...}, para todo {\displaystyle n}.

Nota-se que uma sequência decrescente, pela definição, é uma sequência não-crescente. Da mesma forma, uma sequência crescente é uma sequência não-decrescente.

### Exemplos
- {\displaystyle a_{n}=(0,1,2,3,4,5,...)} é crescente, pois {\displaystyle 0<1<2<3<4<5<...};
- {\displaystyle a_{n}=(5,4,3,2,1,0,...)} é decrescente, pois {\displaystyle 5<4<3<2<1<0<...};
- {\displaystyle a_{n}=(1,1,2,2,3,3,...)} é não decrescente, pois {\displaystyle 1\leq 1\leq 2\leq 2\leq 3\leq 3\leq ...};
- {\displaystyle a_{n}=(-1,-1,-2,-2,-3,-3,...)} é não crescente, pois {\displaystyle -1\geq -1\geq -2\geq -2\geq -3\geq -3\geq ...}.

## Sequências definidas recursivamente
Diz-se que uma sequência {\displaystyle (a_{n})} está recursivamente definida quando são dados o seu primeiro termo {\displaystyle a_{1}} e uma lei explícita que relaciona seu {\displaystyle n}-ésimo termo, {\displaystyle n>1,} com um ou mais termos anteriores, i.e., é explicitamente dada uma função {\displaystyle a_{n}=f(a_{1},a_{2},\ldots ,a_{n-1})}, Em outras palavras, uma sequência recursivamente definida é aquela em que seu termo é dado em função de um ou mais termos anteriores a ele. Sequências definidas recursivamente são, também, chamadas de sequências indutivas ou recorrentes.
Abaixo são apresentadas algumas sequências recorrentes comumente estudas.

### Progressão Aritmética
Em uma progressão aritmética (P.A.), cada termo é igual à soma do termo anterior com uma constante denominada "razão da P.A.". Essa razão é geralmente representada pela letra {\displaystyle r}. Escreve-se, então: {\displaystyle a_{n}=a_{1}+(n-1)r} ou {\displaystyle a_{n}=a_{n-1}+r}, onde {\displaystyle a_{1}} e {\displaystyle r} são constantes previamente definidas.
Exemplos
- {\displaystyle a_{1}=1,r=1:(1,2,3,4,5,6,7,8,9,10,...)\Leftrightarrow a_{n}=a_{n-1}+1,a_{1}=1,n=2,3,...}
- {\displaystyle a_{1}=-3,r=5:(-3,2,7,12,17,22,27,...)\Leftrightarrow a_{n}=a_{n-1}+5,a_{1}=-3,n=2,3,...}
- {\displaystyle a_{1}=13,r=-3:(13,10,7,4,1,-2,-5...)\Leftrightarrow a_{n}=a_{n-1}-3,a_{1}=13,n=2,3,...}

### Progressão Geométrica
Em uma progressão geométrica (P.G.), cada termo é igual ao produto do termo anterior por uma constante denominada "razão da P.G.". Ou seja, {\displaystyle (a_{n})_{n}} é uma progressão geométrica quando {\displaystyle a_{n}=a_{n-1}q}, {\displaystyle n>1}, tendo sido dados o primeiro termo {\displaystyle a_{1}} e a razão {\displaystyle q}.
Exemplos
- {\displaystyle a_{1}=1,q=1:(1,1,1,1,1,1,1,1,1,1,...)\Leftrightarrow a_{n}=a_{n-1}1,a_{1}=1,n=2,3,...}
- {\displaystyle a_{1}=3,q=-1:(3,-3,3,-3,3,-3,3,-3,...)\Leftrightarrow a_{n}=a_{n-1}(-1),a_{1}=3,n=2,3,...}
- {\displaystyle a_{1}=16,q=-{\frac {1}{2}}:(16,-8,4,-2,1,{\frac {-1}{2}},{\frac {1}{4}}...)\Leftrightarrow a_{n}=a_{n-1}\left(-{\frac {1}{2}}\right),a_{1}=16,n=2,3,...}

### Sequência de Fibonacci

Espiral baseada na sequência de Fibonacci.

A sequência de Fibonacci {\displaystyle (f_{n})_{n}} é definida por {\displaystyle f_{1}=0}, {\displaystyle f_{2}=1} e {\displaystyle f_{n}=f_{n-2}+f_{n-1}}, para{\displaystyle n=3,4,5,...}, ou seja:
{\displaystyle (f_{n})_{n}=(0,1,1,2,3,5,8,13,21,34,55,89,144,233,377,...)}

### Método para extração da raiz quadrada

Exemplo ilustrativo do método da raiz quadrada

Um método numérico para extração da raiz quadrada pode ser elaborado a partir de uma sequência recorrente. Dado um número positivo qualquer {\displaystyle c}, com o objetivo de encontrar um número {\displaystyle x} positivo tal que {\displaystyle x^{2}=c}, supõe-se que é conhecida apenas uma aproximação {\displaystyle {\tilde {x}}>0} para {\displaystyle x}. Nota-se que:
{\displaystyle {\tilde {x}}{\frac {c}{\tilde {x}}}=c}
e, observa-se que:
1. {\displaystyle {\sqrt {c}}} é um valor entre {\displaystyle {\tilde {x}}} e {\displaystyle {\frac {c}{\tilde {x}}}};
2. se a aproximação {\displaystyle {\tilde {x}}} aumenta de valor, então o fator {\displaystyle {\frac {c}{\tilde {x}}}} diminui e vice-versa;
3. {\displaystyle x} é solução de {\displaystyle x^{2}=c}, se {\displaystyle x={\frac {c}{x}}}.

Destas observações, infere-se que uma boa aproximação para {\displaystyle {\sqrt {c}}} pode ser obtida tomando-se a média aritmética entre {\displaystyle {\tilde {x}}} e {\displaystyle {\frac {c}{\tilde {x}}}}, ou seja:
{\displaystyle a_{1}={\frac {1}{2}}({\tilde {x}}+{\frac {c}{\tilde {x}}})}.
Agora, {\displaystyle a_{1}} é uma nova aproximação de {\displaystyle x} e, repetindo o argumento acima, temos que a média:
{\displaystyle a_{2}={\frac {1}{2}}(a_{1}+{\frac {c}{a_{1}}})}
é uma aproximação para {\displaystyle x} ainda melhor que {\displaystyle a_{1}}.
Seja, então, {\displaystyle (a_{n})} a sequência definida recursivamente por:
{\displaystyle a_{1}={\tilde {x}},\quad a_{n}={\frac {1}{2}}(a_{n-1}+{\frac {c}{a_{n-1}}}),n=2,3,...}.
Pode-se mostrar que {\displaystyle (a_{n})} converge para {\displaystyle {\sqrt {c}}}. Esta sequência tem origem na Mesopotâmia (séc. XVIII a.C.) e é talvez o método mais eficiente para extração da raiz quadrada.

## Subsequência
Uma subsequência é uma sequência gerada da exclusão de termos de uma determinada sequência de números reais. Pode-se citar como exemplos:
- A sequência de números pares é uma subsequência da sequência dos números naturais;
- A sequência de números inteiros é uma subsequência da sequência dos números racionais.

Nota-se que uma subsequência de uma sequência é uma restrição dessa sequência a um subconjunto infinito do conjunto dos números naturais. Ou seja, ao se restringir os índices dos termos da subsequência obtém-se uma nova sequência retirada da sequência de origem.